# Rabenstein (Mangfallgebirge)
Der Rabenstein ist ein 1317 m ü. NHN hoher Berg im Mangfallgebirge.

## Topographie
Das Trainsjoch sendet einen Grat nach Westen. Der Rabenstein bildet dessen westliches Ende, bevor der Grat ins Ursprungtal abfällt.
Über den Gipfel verläuft die Grenze zwischen Bayern und Tirol, dort befinden sich auch historische Grenzsteine.
Der höchste Punkt ist weglos über die Trockenbachalm zu erreichen.